# Vuissens
Vuissens (toponimo francese) è una frazione di 254 abitanti del comune svizzero di Estavayer, nel Canton Friburgo (distretto della Broye).

## Geografia fisica
Vuissens è un'exclave del Canton Friburgo nel Canton Vaud.

## Storia

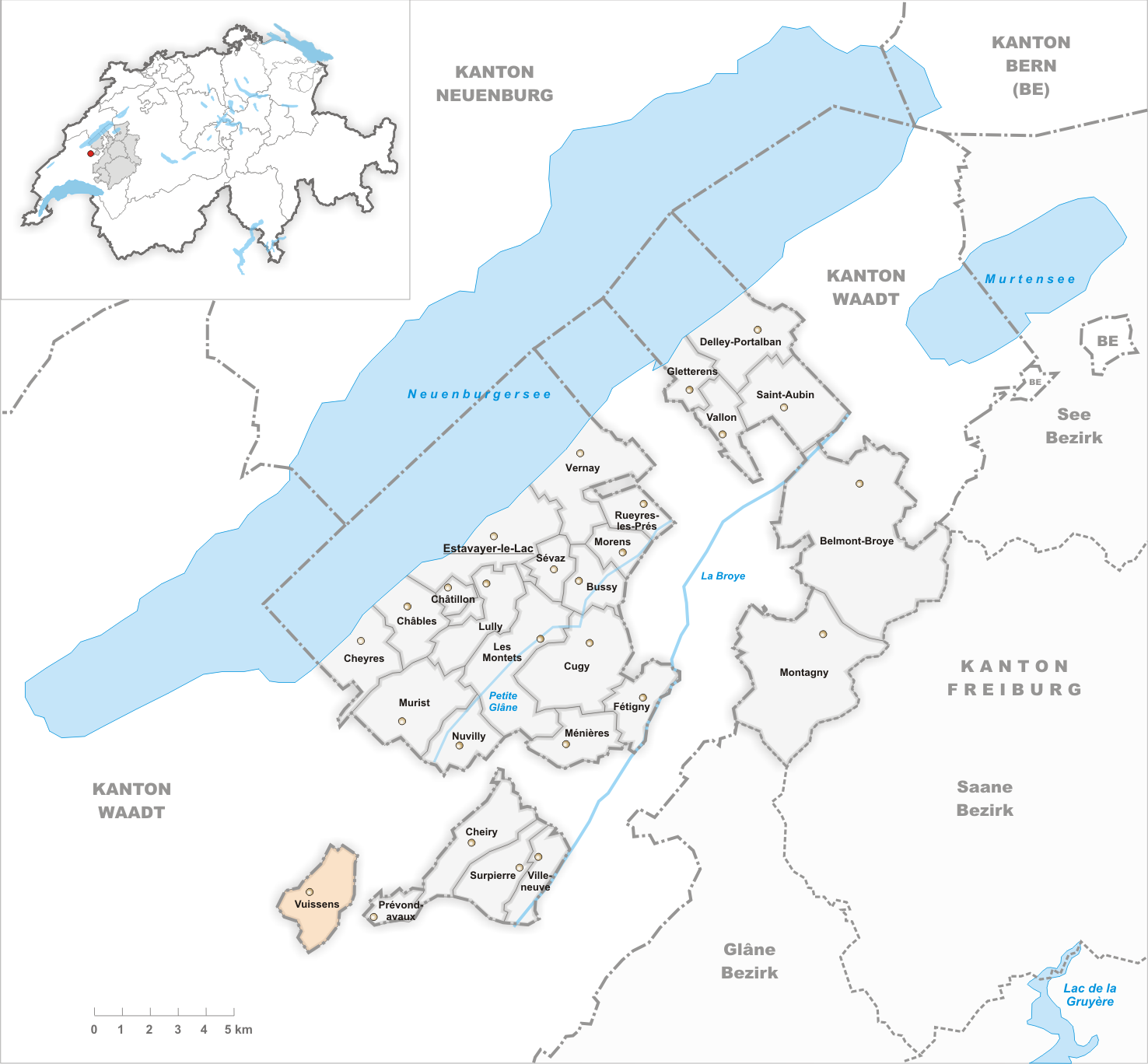
Il territorio del comune di Vuissens prima degli accorpamenti comunali del 2017

Già comune autonomo che si estendeva per 5,62 km², il 1º gennaio 2017 è stato accorpato agli altri comuni soppressi di Bussy, Estavayer-le-Lac, Morens, Murist, Rueyres-les-Prés e Vernay per formare il nuovo comune di Estavayer.

## Monumenti e luoghi d'interesse

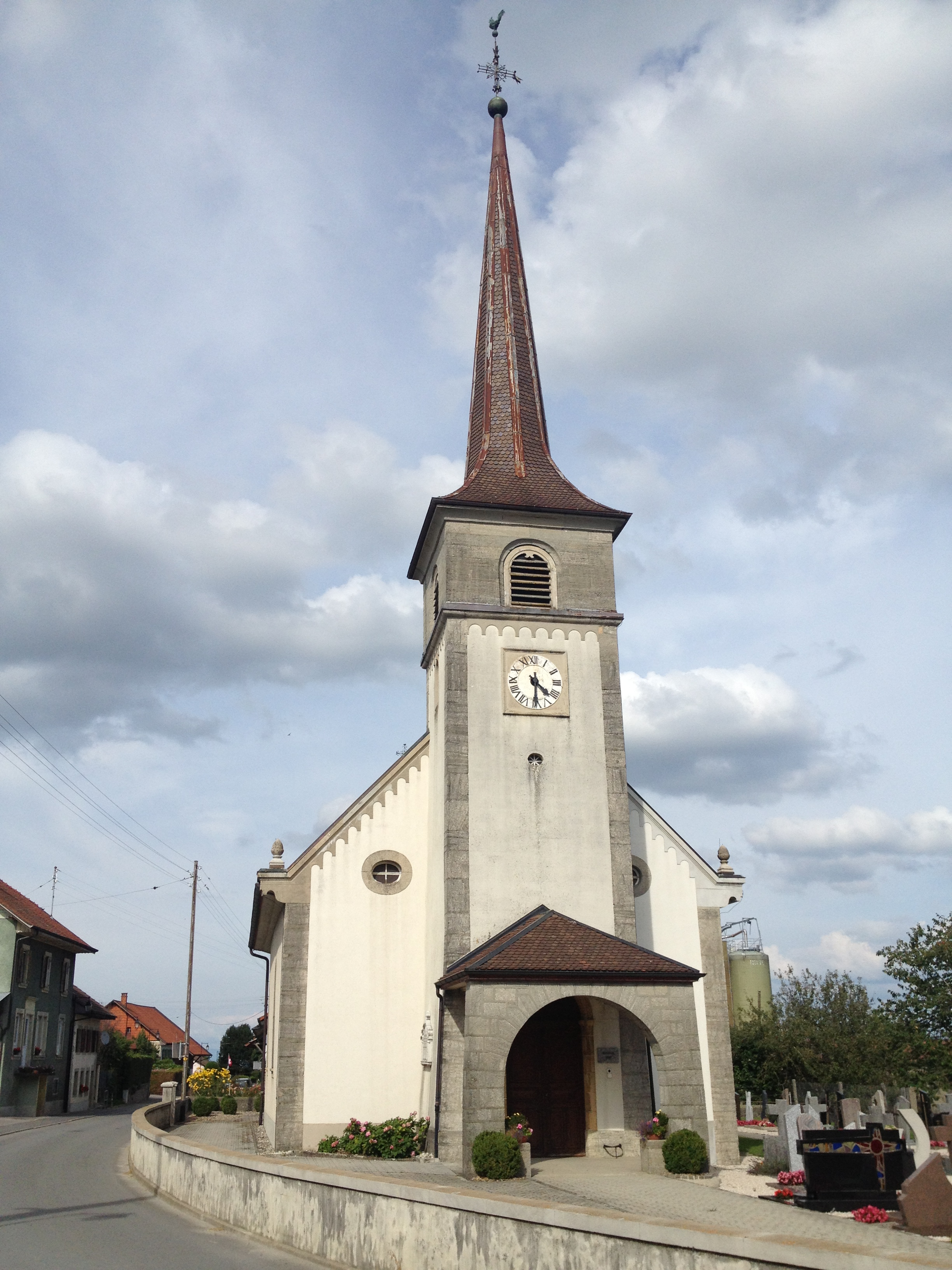
La chiesa cattolica di San Vincenzo

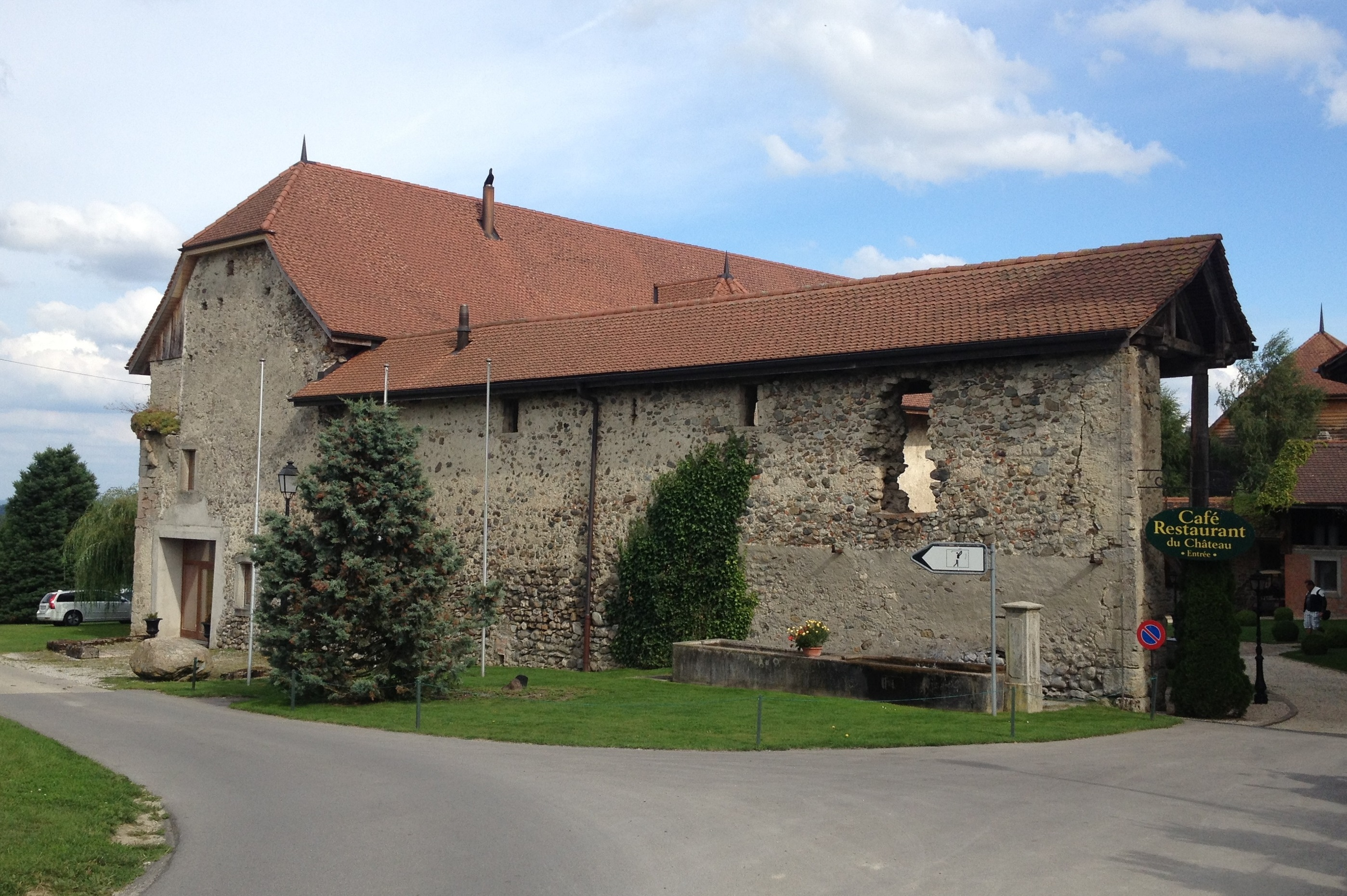
Il castello di Vuissens

- Chiesa cattolica di San Vincenzo, attestata dal 1382 e ricostruita nel 1699 e nel 1805[1];
- Castello di Vuissens, attestato dal 1200 circa[1].

## Società

### Evoluzione demografica
L'evoluzione demografica è riportata nella seguente tabella:
Abitanti censiti

## Amministrazione
Ogni famiglia originaria del luogo fa parte del comune patriziale che ha la responsabilità della manutenzione di ogni bene comune.